# Batoni
Batoni (en georgiano: ბატონი) es una palabra georgiana para 'señor', 'maestro' o 'barón feudal'. Se deriva de patroni (პატრონი), un término anterior de significado similar, que tuvo un uso común en el siglo XV.
En la jerarquía feudal georgiana, 'batoni' puede designar al suzerano supremo (es decir, el monarca), señor o cualquier laico o clérigo que poseyera qma, es decir, 'esclavo' o 'siervo'. La palabra a veces aparece como parte de la titulación real y nobiliaria. Por ejemplo, el título de los príncipes de Mujrani era "batoni" (Mujran-batoni), y los primeros reyes de Kajeti también fueron mencionados con ese título en algunas fuentes georgianas.
En el uso moderno, batoni es un tratamiento utilizado para el hombre, equivalente a señor. El título femenino equivalente es k'albatoni (ქალბატონი). Se puede usar con el nombre completo y también con el apellido o el nombre. Cuando se dirige a alguien directamente, la palabra se usa en caso vocativo (k'al)batono ([ქალ] ბატონო), y precede al nombre (más comúnmente) o al apellido, pero también puede usarse por sí mismo en dirección directa (vocativo).